# La Honda (Kalifornija)
La Honda je naseljeno područje za statističke svrhe u američkoj saveznoj državi Kalifornija. Prema popisu stanovništva iz 2010. u njemu je živjelo 928 stanovnika.